# برغوث الإنسان
برغوث الإنسان أو البرغوث البشري (الاسم العلمي: Pulex irritans) (بالإنجليزية: Human flea)‏ هو نوع من الحشرات يتبع جنس البرغوث من فصيلة البراغيث. تُعتبر حشرة برغوث الإنسان متطفلة خارجياً على الإنسان وموطنها أمريكا الجنوبية.